# 고마다촌
고마다촌(일본어: 狛田村)은 일본 교토부 소라쿠군에 설치되었던 촌이다.